# Kirstjen Nielsen
Kirstjen Michele Nielsen (14 de mayo de 1972) es una abogada estadounidense y experta en seguridad nacional que sirvió hasta el 10 de abril de 2019, como la Secretaria de Seguridad Nacional de los Estados Unidos.
Nielsen es ex jefe adjunto de Gabinete de la Casa Blanca del presidente Donald Trump, así como jefe de personal de John F. Kelly durante su mandato como Secretario de Seguridad Nacional.
El 5 de diciembre de 2017 fue confirmada por el Senado y juró el cargo al día siguiente.
El 7 de abril de 2019, presenta su dimisión, que surte efecto el 10 del mismo mes.